# Генеральний настоятель
Генеральний настоятель (також Головний настоятель) — настоятель, який є головою цілого чернечого ордену або конгрегації.
Термін в основному використовується як загальний термін, у той час як багато орденів та згромаджень використовують інші конкретні назви, зокрема:
- Генеральний абат;
- Генеральний кустос;
- Генеральний магістр;
- Пастир-генерал;
- Мати-настоятелька;
- Генеральний пріор;
- Генеральний ректор;
- Протоархимандрит.

У багатьох випадках існує проміжний рівень між ним і настоятелями окремих монастирів або еквівалентних громад, часто з титулом провінційного настоятеля.